# Focke-Wulf S 2
Il Focke-Wulf S 2 era un monomotore ad ala alta a parasole sviluppato dall'azienda tedesca Focke-Wulf-Flugzeugbau AG negli anni venti.
Derivato dal precedente S 1, dal quale si distingueva per la posizione dell'ala e l'adozione di una motorizzazione dalla maggior potenza disponibile, venne proposto sul mercato dell'aviazione generale, come aereo da turismo e da addestramento non riuscendo però ad ottenere riscontri per la forte concorrenza della Leichtflugzeugbau Klemm e della Raab-Katzenstein-Flugzeugwerke.

## Storia del progetto
Intorno alla metà degli anni venti, dopo il discreto successo ottenuto dall'S 1 sul mercato dell'aviazione civile, la Focke-Wulf decise di pianificare uno sviluppo del modello per riproporlo alla stessa tipologia di potenziale clientela. L'ufficio tecnico dell'azienda disegnò un velivolo che presentava la stessa impostazione generale, con i due membri dell'equipaggio affiancati, introducendo però una diversa ala collocata alta a parasole invece che alta, divisa in due semiali, sulla fusoliera. La soluzione, oltre a ricercare una maggiore stabilità e facilità di pilotaggio, permetteva di inserire il serbatoio di combustibile nella sua parte centrale al costo di ridurre la visibilità verso l'alto. Il prototipo, WerkNr. 36 ed immatricolato D-1293, venne portato in volo per la prima volta il 30 novembre 1927.
Proposto al mercato, non ottenne però il successo sperato e l'azienda decise di non avviarlo alla produzione in serie.

## Tecnica
L'S 2 era un modello di impostazione, per l'epoca, moderna, che riproponeva l'aspetto del precedente S.1, monomotore, in configurazione traente, biposto, monoplano parasol e carrello fisso.
La fusoliera, realizzata con struttura lignea e ricoperta da pannelli in legno tranne che nella parte anteriore, era caratterizzata dalla presenza di un singolo abitacolo aperto a due posti affiancati, riparati anteriormente da una coppia di parabrezza ed entrambi dotati di poggiatesta, predisposto per essere equipaggiato di doppio comando a rapido disinnesto. Posteriormente terminava in un impennaggio classico monoderiva.
La configurazione alare era monoplana ad ala alta a parasole, caratterizzata da un profilo al centro spesso e digradante verso le estremità alari. L'ala era collegata alla fusoliera tramite quattro piccoli montanti ed integrava nella parte centrale il serbatoio di combustibile che alimentava il propulsore per caduta.
Il carrello d'atterraggio era un semplice biciclo anteriore fisso ed ammortizzato, dotato di ruote collegate tra loro da un assale rigido che era collegato alla struttura grazie ad ammortizzatori elastici, integrato posteriormente da un pattino d'appoggio posizionato sotto la coda.
La propulsione era affidata ad un motore Siemens-Halske Sh 11, un radiale 7 cilindri posti su un'unica stella raffreddato ad aria in grado di esprimere una potenza pari a 100 PS (73,5 kW).

## Impiego operativo
L'S 2 venne utilizzato dall'azienda dal febbraio 1928 fino al febbraio 1932 quando fu ceduto al Deutsche Versuchsanstalt für Luftfahrt (DVL), istituto tecnico dell'aeronautica. Nell'agosto 1933 venne acquisito dal Deutsche Luftsportverband, associazione paramilitare clandestina che operava nelle scuole di volo fondata nel marzo di quell'anno dal Partito Nazionalsocialista Tedesco dei Lavoratori (NSDAP) per la formazione dei piloti militari da impiegare nella futura Luftwaffe.

## Utilizzatori
Germania
- Deutsche Versuchsanstalt für Luftfahrt

 Germania
- Deutsche Luftsportverband

### Periodici
- Rassegna della produzione internazionale - Germania, in Aeronautica , novembre 1928,  p. 1 033.